# Kechenotiske
Kechenotiske es un género de foraminífero bentónico de la subfamilia Jaculellinae, de la familia Hippocrepinidae, de la superfamilia Hippocrepinoidea, del suborden Hippocrepinina y del orden Astrorhizida. Su especie tipo es Hyperamminoides expansus. Su rango cronoestratigráfico abarca el Pennsylvaniense (Carbonífero superior).

## Discusión
Clasificaciones incluían Kechenotiske en la familia Hyperamminoididae, así como en el suborden Textulariina y/o orden Textulariida

## Clasificación
Kechenotiske incluye a las siguientes especies:
- Kechenotiske corniculi
- Kechenotiske expansus